# Jac Nellemann
Jac Nellemann (født 19. april 1944 i København) er en dansk forretningsmand og tidligere racerkører.
Han var den anden danske racerkører, efter Tom Belsø, der kørte Formel 1, og blandt andet deltog i Sveriges Grand Prix i 1973, men kvalificerede sig ikke. Senere stillede han også op til Formel 1 i 1976, men kvalificerede sig heller ikke her.
Han var med til at grundlægge Den Blå Avis i 1981 sammen med Karsten Ree.
Jacob "Jac" Nellemann har i mange år drevet bilforretningen Nellemann A/S, som han overtog fra sin far Sofus Nellemann, som igen havde fået forretningen af sin far Vilhelm Nellemann der stiftede  Nellemann-koncernen. 